# جرون ویلمز
جرون ویلمز (انگلیسی: Jeroen Willems; ۱۵ نوامبر ۱۹۶۲ – ۳ دسامبر ۲۰۱۲) بازیگر و خواننده اهل پادشاهی هلند بود.
از فیلم‌ها یا برنامه‌های تلویزیونی که وی در آن نقش داشته‌است می‌توان به دوازده یار اوشن و سیمون اشاره کرد.